# نواکی
نواکی (به مجاری: Nyitranovák) یک شهرک در اسلواکی با جمعیت ۴٬۴۲۴ نفر است که در Prievidza District واقع شده‌است.